# Nghè

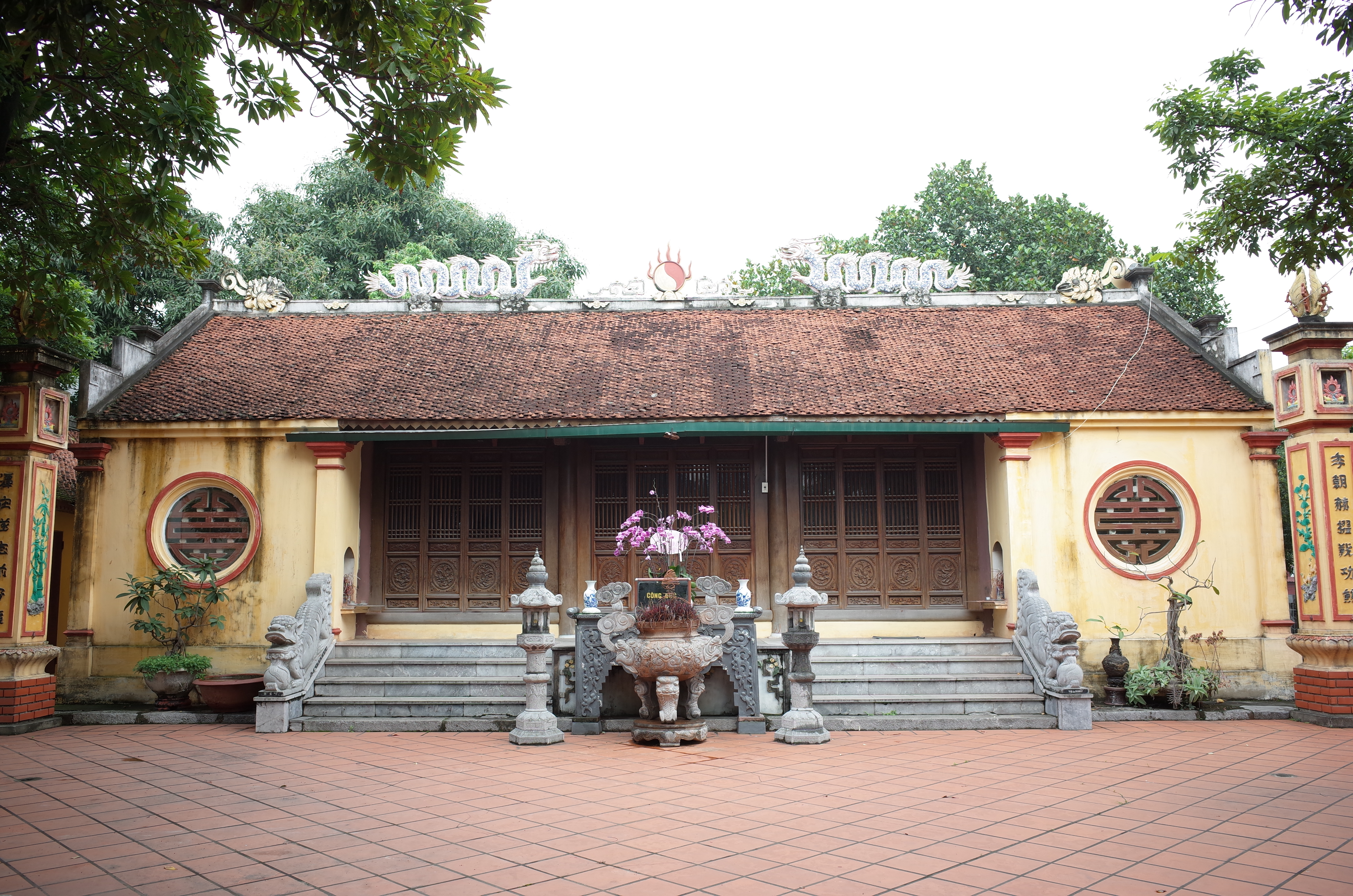
Nghè Nhội, đường Trường Chinh, thành phố Hải Dương, tỉnh Hải Dương

Nghè là một công trình kiến trúc nhỏ, một hình thức của đền miếu, thờ thần thánh; có mối quan hệ mật thiết với một di tích trung tâm cụ thể nào đó. Nghè có khi thờ  thành hoàng làng ở một xóm, làng nhỏ, được tách ra từ làng gốc; cũng có thể là một ngôi đền nhỏ của một thần trong xã đáp ứng nhu cầu thờ cúng thường nhật của  dân sở tại khi ngôi đền chính khó đáp ứng được.
Ở Việt Nam, ngôi nghè cổ nhất được tìm thấy từ thế kỷ XVII.